# Mirko Saric
Mirko Saric (Buenos Aires, 6 de junio de 1978-Buenos Aires, 4 de abril de 2000) fue un futbolista argentino de ascendencia croata, que jugaba como volante. Ha sido considerado ampliamente como una de las mayores promesas del fútbol sudamericano. Jugaba en San Lorenzo de Almagro, de la primera división de Argentina, club en el cual se destacó y llamó la atención de clubes de talla mundial. En su mejor momento, estuvo a punto de fichar por el Real Madrid, club español que había puesto sobre la mesa más de diez millones de dólares por los servicios de Saric. Finalmente, el pase jamás se concretó debido a que San Lorenzo consideraba que era un precio bastante bajo por un jugador de la calidad del argentino.
Mirko se suicidó el 4 de abril de 2000, a los 21 años de edad, tras fuertes etapas de depresión por malos momentos deportivos y una infidelidad de parte de su pareja, tras enterarse de que el hijo que esperaban, no era suyo.

## Biografía
De padres croatas, ingresó muy joven a las inferiores de San Lorenzo. Luego de destacarse en reserva, debutó profesionalmente bajo las órdenes del entrenador Carlos Aimar, reemplazando a Pipo Gorosito el 22 de diciembre de 1996 ante Unión de Santa Fe con tan solo 18 años de edad. En 1999, con Oscar Ruggeri en el banquillo del conjunto azulgrana, se convirtió en uno de los jugadores más importantes del equipo, llegando incluso su pase a ser tasado en 15 millones de dólares y despertando el interés de varios equipos de Europa, principalmente del Real Madrid, que haría varias ofertas por el juvenil (se habló del ofrecimiento de más de 10 millones de dólares por el 100 % de su pase). Sin embargo, una momentánea baja en su rendimiento y actos de indisciplina lo relegaron al banco de suplentes por un tiempo. En diciembre de 1999, sufrió en un partido de reserva contra River Plate la rotura de los ligamentos de la rodilla izquierda, que lo marginaría por un tiempo de las canchas y sería uno de los principales factores de su etapa depresiva. A lo largo de su carrera, en la que solo vistió la camiseta de San Lorenzo, jugó cuarenta partidos oficiales en primera división, en los que marcó cuatro goles, y siete encuentros por torneos internacionales, en los que convirtió en dos oportunidades.

## Estilo de juego
Saric era poseedor de una gran técnica, visión de juego, un muy buen porte físico y gran estatura. Su pierna hábil era la zurda, la cual tenía una excelente pegada. Además, era un gran cabeceador. Futbolista clásico número 5, fue constantemente comparado por su elegante manera de jugar y su buen físico con la estrella del Merengue, Fernando Redondo a pesar de su corta edad. Aunque su metro noventa lo hacían ver como un jugador lento, poseía una gran velocidad y un estilo gambeteador como pocos, lograba burlar a la defensa rival con suma facilidad. Por otra parte, se las ingeniaba para filtrar pases en espacios sumamente cerrados, con tan solo un toque podía dejar a sus compañeros cara a cara con los porteros rivales. Se lo consideraba un futbolista cien por ciento polifuncional, ya que podía atacar y defender, rendía de gran manera.
Además de controlar los hilos del mediocampo azulgrana, su gran calidad y pegada le permitían hacer goles exquisitos de una calidad notable, tales como el que le hizo a River Plate en un amistoso en el año 1999, tras un centro sumamente alto, llegó a acariciar el balón con la punta de su botín izquierdo y dirigirlo por encima del portero millonario.
 Flaco, alto, zurdo, de muy buen manejo de pelota, no eran pocos los que se animaban a compararlo con Fernando Redondo.Debutó en la primera de San Lorenzo un 22 de diciembre de 1996, a los 18 años, de la mano del Cai Aimar, y al poco tiempo el Real Madrid posó sus ojos en él: los diez millones de dólares que ofrecieron por su pase fueron insuficientes para los dirigentes del Ciclón, que le veían futuro de crack.sábado 4 de abril de 2020, extracto diario Olé 
Debido a sus grandes actuaciones en San Lorenzo y su gran juego, llamaron la atención de clubes como el Real Madrid, que ofreció más de diez millones de dólares por el juvenil.

## Suicidio
Saric, quien sufría de depresión desde hacía varios meses, fue encontrado por su madre, muerto la mañana del 4 de abril de 2000, ahorcado con una sábana, en su casa del barrio de Flores. Su triste final causó gran conmoción en el ámbito futbolístico mundial, diversos homenajes se le fueron realizando en los días posteriores a su deceso. 
Mirko sufría una fuerte y desalentadora etapa personal, que combinaba su relación amorosa y su mal momento deportivo. El enterarse de que su pareja, la cual estaba embarazada, le había sido infiel y, tras una prueba de ADN, descubrir que el bebé que esperaban no era suyo lo hundió más en su trastorno. En cuanto a lo deportivo, el pase fallido al Real Madrid y su fatal rotura de ligamentos que lo alejó de las canchas durante meses causaron un gran daño en él, daño del que jamás se repuso y terminaría quitándose la vida. En medio del dolor de sus familiares, fue sepultado en el cementerio San José de Flores.

## Trayectoria
| Club        | País      | Año       |
| ----------- | --------- | --------- |
| San Lorenzo | Argentina | 1996-2000 |